# Wajdi Mouawad
Wajdi Mouawad (Deyr el-Qamar, 16 ottobre 1968) è un drammaturgo, regista teatrale, attore teatrale, scrittore e cineasta libanese naturalizzato canadese.

## Biografia
Nato a Deyr el-Qamar, in Libano, il 16 ottobre del 1968, Mouawad emigra con la propria famiglia in Francia nel 1978, stabilendosi presso Rouen. Trasferitosi poi a Montréal, nel Québec, nel 1983, si diplomò presso la Scuola nazionale di teatro del Canada nel 1991. 
Nel 1998, la sua opera "Willy Protagoras enfermé dans les toilettes" (Willy Protagoras chiuso dentro il bagno) viene eletta come migliore produzione dall'Associazione critici teatrali del Quebec.
Dal 2000 al 2004, ha diretto il "Théâtre de Quat'sous" a Montréal.
È anche autore di molti adattamenti alla messa in scena di opere fra cui Don Chisciotte di Miguel de Cervantes e Trainspotting di Irvine Welsh.
Riceve il Premio letterario del Governatore Generale del Canada nel 2000 per la categoria teatro. 
Nel 2002, il governo francese lo nomina cavaliere dell'Ordine Nazionale delle Arti e delle Lettere.
Nel 2004 muove i primi passi nel mondo del cinema, realizzando il film Littoral basato sull'opera omonima. 
Il 9 maggio 2005, avrebbe dovuto ricevere il Premio Molière come migliore autore francofono di teatro per l'opera Littoral messa in scena da Magali Leiris con Renaud Bécard ma lo rifiuta come atto di denuncia verso un teatro che non tiene conto della lettura e verso i registi che cestinano le opere manoscritte.
Nel marzo 2006, a Chambéry, in Francia, scrive Forêts, il terzo di quattro volumi che trattano il tema dell'eredità. 
Da settembre 2007, Wajdi Mouawad occupa il posto di direttore artistico del Teatro Francese del Centro Nazionale di Ottawa. Non ha comunque abbandonato il teatro della sua giovinezza; la sua opera Assoiffés, messa in scena da Benoît Vermeulen del teatro 'Le Clou', teatro per adolescenti, sarà presentata in anteprima il 12 ottobre 2007.
Nel 2014 Fazi Editore ha pubblicato in Italia il suo romanzo "Anima".
Nel 2015 è tra gli artisti internazionali scelti per i loro progetti teatrali nell'ambito di Mons capitale europea della cultura, insieme a Wim Vandekeibus, Joel Pommerat, Marco Martinelli, Denis Marleau.
Sempre nel 2015 debutta al Festival internazionale dei Quartieri dell'Arte, "Incendies", per la regia di 'Massimiliano Vado 

## Opere

### Drammaturgie
- Partie de cache-cache entre deux Tchécoslovaques au début du siècle (1992), non pubblicata
- Alphonse (1996)
- Les mains d'Edwige au moment de la naissance (1999)
- Littoral (1999)
- Pacamambo (2000)
- Rêves (2002)
- Incendies (2003); trad. italiana Incendi, Titivillus, 2009 - ISBN 9788872182444
- Willy Protagoras enfermé dans les toilettes (2004)
- Forêts (2006)
- Assoiffés (2007)
- Le soleil ni la mort ne peuvent se regarder en face (2008); trad. italiana Il sole e la morte non si possono guardare in faccia, Edizioni ETS - ISBN 9788846765772
- Seuls - Chemin, texte et peintures (2008)
- Ciels (2009)
- Journée de noces chez les Cromagnons (2011)
- Sœurs (2015)
- Une chienne (2016)
- Inflammation du verbe vivre (2016)
- Les Larmes d’Œdipe (2016)
- Victoires (2017)
- Tous des oiseaux (2018); trad. italiana: Come gli uccelli, Einaudi, 2024 - ISBN 9788806257514
- Mère (2022)
- Racine carrée du verbe être (2022)

#### Drammaturgie radiofoniche
- Loin des chaises
- Wilfrid
- William M.
- Le Chevalier
- Dans la cathédrale
- Les trains hurlent quand on tue
- Les Étrangers du bord du monde

### Romanzi
- Visage retrouvé (2002); trad. italiana: Il volto ritrovato, Fazi, 2017 - ISBN 978-88-7625-951-7
- Un obus dans le cœur (2007)
- Anima (2011); trad. italiana: Fazi, 2015 - ISBN 978-88-7625-611-0

### Saggistica
- Seuls - Chemin, texte et peintures (2008)

### Sceneggiature
- Littoral, regia di Wajdi Mouawad (2004)

## Trasposizioni cinematografiche
- Littoral, regia di Wajdi Mouawad (2004)
- La donna che canta, regia di Denis Villeneuve (Incendies, 2010)